# Udvar
Udvar – wieś i gmina w południowej części Węgier, w pobliżu miasta Mohacz (węg. Mohács).
Miejscowość leży na obszarze Wielkiej Niziny Węgierskiej, w pobliżu granicy chorwackiej. Administracyjnie należy do powiatu Mohács, wchodzącego w skład komitatu Baranya.
W skład gminy Udvar wchodzi wieś Udvar, stanowiąca główne skupisko osadnicze, oraz pewna liczba nienazwanych przysiółków i pojedynczych domów.
Wieś położona jest przy granicy chorwacko-węgierskiej.